# Ebusco
Ebusco B.V. ist ein niederländischer Hersteller von Elektrobussen. 

## Geschichte
Ebusco wurde 2010 in Helmond von Peter Bijvelds gegründet. Im Herbst 2012 stellte das Unternehmen auf der IAA Nutzfahrzeuge in Hannover sein erstes Busmodell, den Ebusco 1.0, vor. Im selben Jahr erhielt Ebusco als erstes europäisches Unternehmen die Typzulassung für einen elektrisch angetriebenen Bus.
Im Jahr 2017 wurde eine Innovationspartnerschaft mit den Stadtwerken München und der Münchner Verkehrsgesellschaft abgeschlossen.
Im September 2018 zog das Unternehmen nach Deurne, wo ihm eine mehr als 7000 m² große Produktionshalle zur Verfügung steht. Im Oktober 2021 ging Ebusco an die Amsterdamer Börse, wodurch das Unternehmen 1,4 Milliarden Euro wert wurde. Im gleichen Jahr erzielte Ebusco einen Umsatz von 24,3 Millionen Euro.
Im Jahr 2024 geriet Ebusco in eine tiefe Wirtschaftliche Krise, die im Oktober des Jahres zu einem Fertigungsstopp führte. Grund für die Probleme seien viel zu geringe Auslieferungen bei einem hohen Auftragsbestand gewesen. Daraus ergaben sich Lieferverzögerungen und Stornierungen schon getätigter Bestellungen wie zum Beispiel in St. Gallen, CH. Auf einer kurz darauf folgenden außerordentlichen Hauptversammlung wurde ein Turnaround-Plan vorgestellt. Dieser sieht vor in weniger Produktionsstandorten (5 statt 7) mehr Busse pro Monat auszuliefern, stärker als Original Equipment Designer aufzutreten und die Busse auch von Vertragsherstellern bauen zu lassen. Zudem soll der Ebusco 3.0 an andere Hersteller außerhalb Europas lizenziert werden.

## Modelle

### Ebusco 1.0
Der Ebusco 1.0 wurde im Jahr 2012 vorgestellt. Die Busse wurden für Testfahrten in verschiedenen europäischen Städten eingesetzt.

### Ebusco 2.0
Der Ebusco 2.0 ist ein 12 m langer Linienbus in Niederflurbauweise. Er wurde auf der IAA Nutzfahrzeuge 2014 in Hannover erstmals der Öffentlichkeit präsentiert und verfügt über eine Batterie mit einem Energieinhalt von 242 kWh. Busse dieses Typs werden unter anderem von Boreal Norge AS in Stavanger eingesetzt.

### Ebusco 2.1

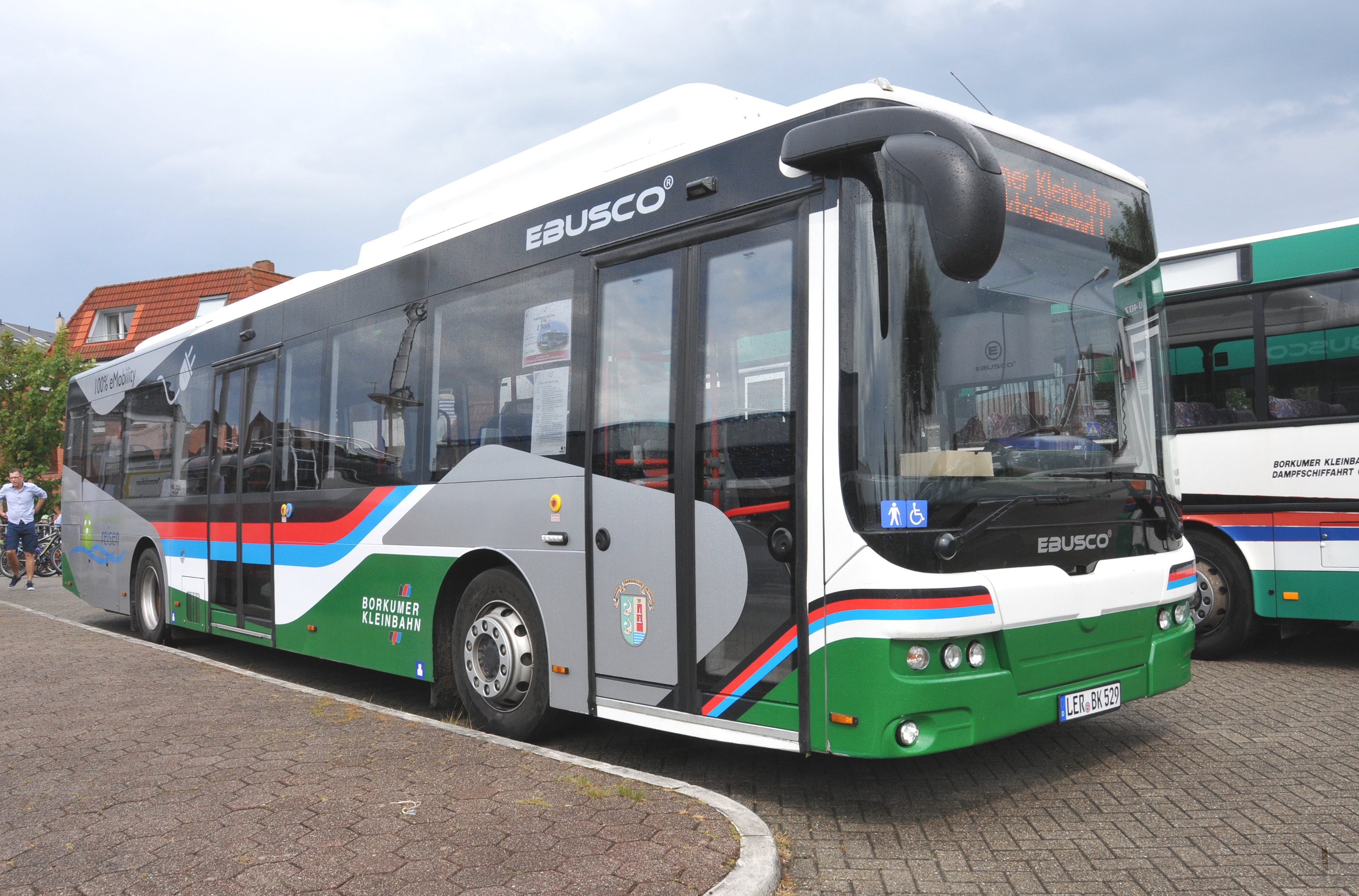
Ebusco 2.1 der Borkumer Kleinbahn

Der Ebusco 2.1 ist ebenfalls ein 12 m langer Linienbus. Das Fahrzeug der Borkumer Kleinbahn wurde im April 2017 ausgeliefert. Seine Batterie hat einen Energieinhalt von 311 kWh. Gebaut wurde der Bus bei dem chinesischen Unternehmen Xiamen Golden Dragon Bus Co. Ltd.
| Unternehmen                   | Typ         | Anzahl      | Auslieferungsdatum | Einsatzort  | Quelle      |
| Deutschland                   | Deutschland | Deutschland | Deutschland        | Deutschland | Deutschland |
| ----------------------------- | ----------- | ----------- | ------------------ | ----------- | ----------- |
| Borkumer Kleinbahn            | 2.1         | 1           | April 2017         | Borkum      |             |
| Münchner Verkehrsgesellschaft | 2.1         | 2           | September 2017     | München     |             |
| Niederlande                   |             |             |                    |             |             |
| U-OV (Qbuzz)                  | 2.1         | 10          | September 2017     | Utrecht     | [ 9 ]       |
| Norwegen                      |             |             |                    |             |             |
| Norgesbuss                    | 2.1         | 3           | Mai 2017           | Stavanger   |             |
| Frankreich                    |             |             |                    |             |             |
| Transdev TVO                  | 2.1         | 4           | März 2017          | Argenteuil  |             |

### Ebusco 2.2

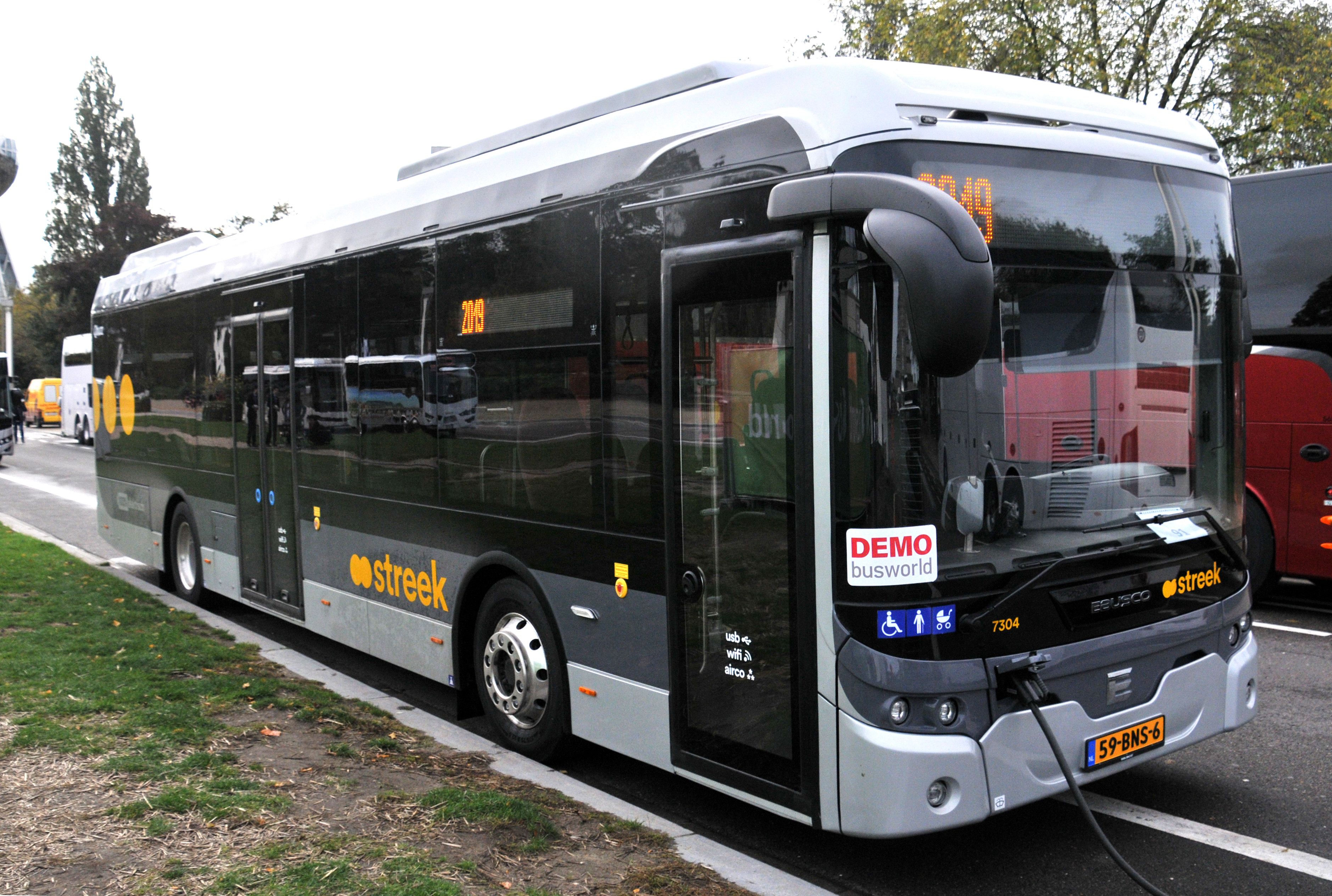
Ebusco 2.2 von Qbuzz

Der Ebusco 2.2 ist seit der zweiten Jahreshälfte 2018 in drei verschiedenen Varianten erhältlich: als 12 m lange LF-Variante (Low Floor) mit drei Türen, als 12 m lange LE-Variante (Low Entry) mit zwei Türen und als 18 m langer Gelenkbus. Die Fahrzeuge werden in China vom australischen Unternehmen Bus and Coach International (BCI) gefertigt und können zwischen neunzig und einhundertdreißig Personen befördern.
Die in München eingesetzten Stadtbusse werden von einem Elektromotor mit einer Leistung von 124 kW angetrieben. Der Bus ist mit einer Lithium-Eisenphosphat-Batterie mit 362 kWh Energieinhalt ausgestattet und verfügt über eine Reichweite von bis zu 280 Kilometern. Die Batterie kann an einer Ladestation mit einer Leistung von 75 kW in vier Stunden wieder aufgeladen werden.
Angeboten wird das Modell mit unterschiedlichen Batteriegrößen (Stand Januar 2020). Serienmäßig ist in allen Bussen eine Batterie mit 362 kWh verbaut, optional ist eine Batterie mit 475 kWh (Solobus) bzw. 544 kWh (Gelenkbus) erhältlich. Die maximale Motorleistung des Asynchron-Zentralmotors beträgt 270 kW (Solobus) bzw. 250 kW (Gelenkbus).
| Unternehmen                     | Typ     | Anzahl                                             | Auslieferungsdatum        | Einsatzort                                            | Quelle        |  |
| Belgien                         | Belgien | Belgien                                            | Belgien                   | Belgien                                               | Belgien       |  |
| ------------------------------- | ------- | -------------------------------------------------- | ------------------------- | ----------------------------------------------------- | ------------- |  |
| Multiobus / De Lijn             | 2.2 LE  | 10                                                 | Frühjahr 2021             | Provinz Flämisch-Brabant                              | [ 11 ]        |  |
| Dänemark                        |         |                                                    |                           |                                                       |               |  |
| DitoBus Linjetrafik             | 2.2 LF  | 2                                                  | Frühjahr 2021             | Holbæk                                                | [ 12 ]        |  |
| Deutschland                     |         |                                                    |                           |                                                       |               |  |
| Stadtbus Bocholt                | 2.2 LF  | 1                                                  | November 2019             | Bocholt                                               | [ 13 ]        |  |
| SWB Bus und Bahn                | 2.2 LF  | 4                                                  | 2020                      | Bonn                                                  | [ 14 ]        |  |
| Borkumer Kleinbahn              | 2.2 LE  | 1                                                  | November 2019             | Borkum                                                |               |  |
| Kreisverkehrsbetriebe Saarlouis | 2.2     | 20 (15 Ebusco 2.2 12-Meter, 5 Ebusco 2.2 18-Meter) | Anfang 2024               | Saarlouis                                             | [ 15 ] [ 16 ] |  |
| Transdev Rhein-Main             | 2.2 LF  | 13                                                 | Dezember 2020             | Frankfurt am Main                                     | [ 17 ]        |  |
| Münchner Verkehrsgesellschaft   | 2.2 LF  | 10                                                 | März bzw. September 2019  | München                                               | [ 18 ]        |  |
| Wartburgmobil                   | 2.2 LF  | 2                                                  | Juli 2020                 | Eisenach                                              | [ 19 ] [ 20 ] |  |
| Berliner Verkehrsbetriebe       | 2.2 LF  | 90                                                 | August 2022-Dezember 2022 | Berlin                                                | [ 21 ]        |  |
| Stadtwerke Regensburg           | 2.2 LF  | 22                                                 | 2023                      | Regensburg                                            | [ 2 ]         |  |
| Autokraft                       | 2.2 LF  | 31                                                 | 2024                      | Eckernförde, Kiel, Neustadt in Holstein und Schleswig |               |  |
| Niederlande                     |         |                                                    |                           |                                                       |               |  |
| Connexxion                      | 2.2 LE  | 156                                                | November 2020             | Haarlem und Amsterdam                                 | [ 22 ]        |  |
| Qbuzz                           | 2.2 LF  | 37                                                 | 2018                      | Drechtsteden                                          |               |  |
| Qbuzz                           | 2.2 LE  | 60                                                 | November 2019             | Regionalverkehr Provinz Groningen / Provinz Drenthe   | [ 23 ]        |  |
| U-OV (Qbuzz)                    | 2.2 LE  | 20                                                 | Juni 2020                 | Utrecht (U-link 34)                                   |               |  |
| Schweiz                         |         |                                                    |                           |                                                       |               |  |
| PostAuto Schweiz AG             | 2.2 LE  | 20                                                 | 2021                      | Chur                                                  | [ 24 ]        |  |

### Ebusco 3.0

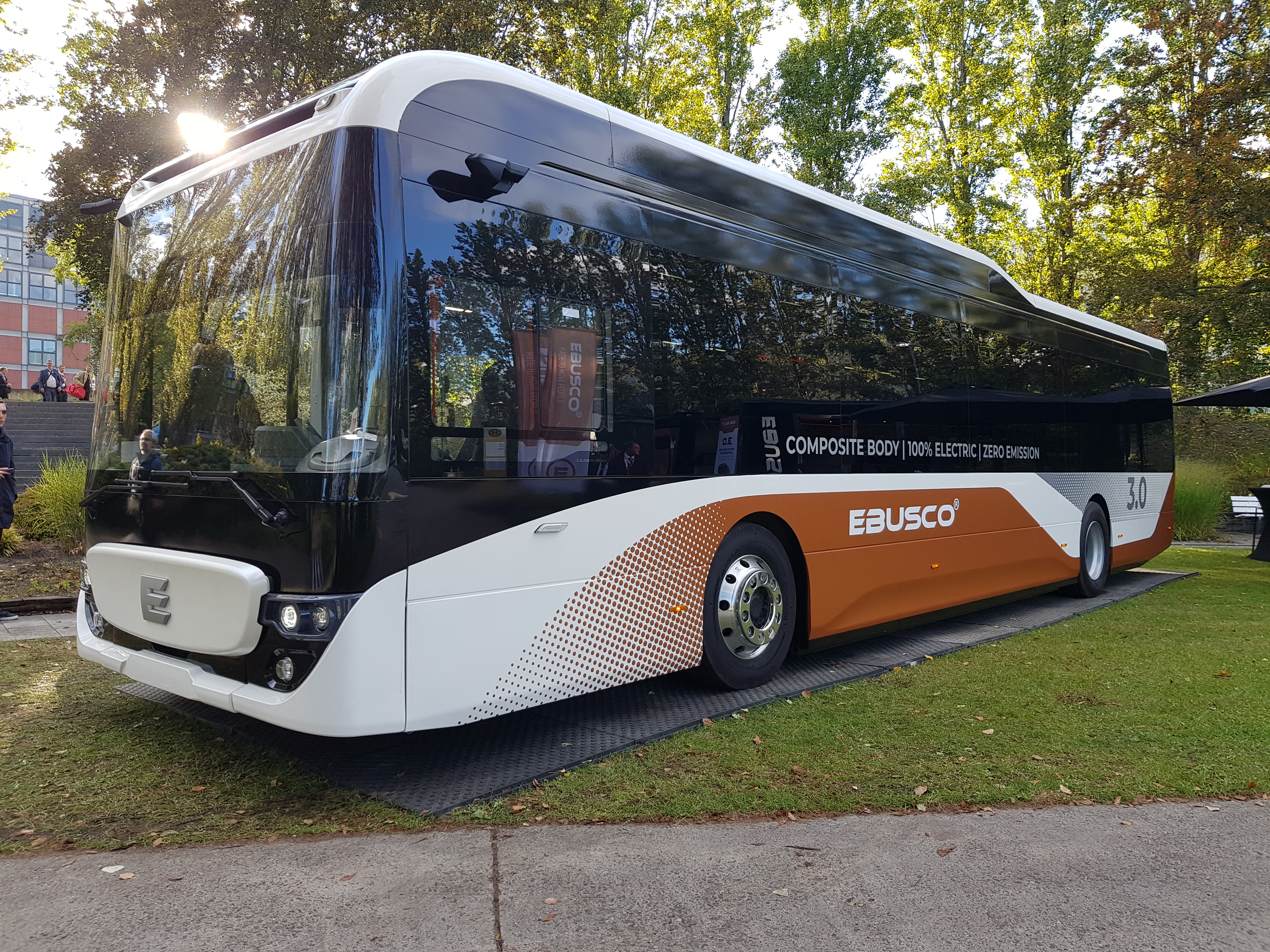
Ebusco 3.0 auf der Innotrans 2022

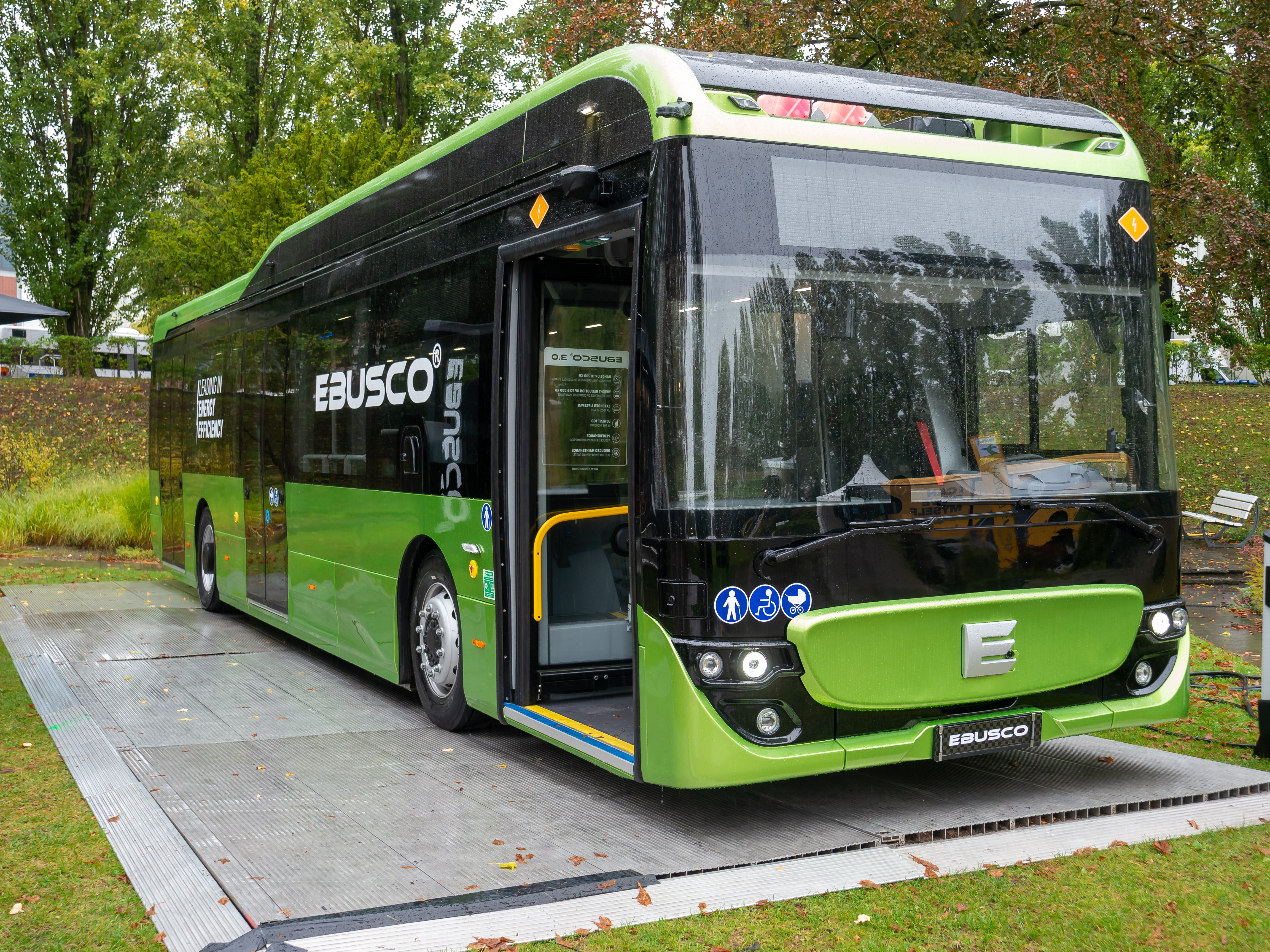
Ebusco 3.0 auf der Innotrans 2024

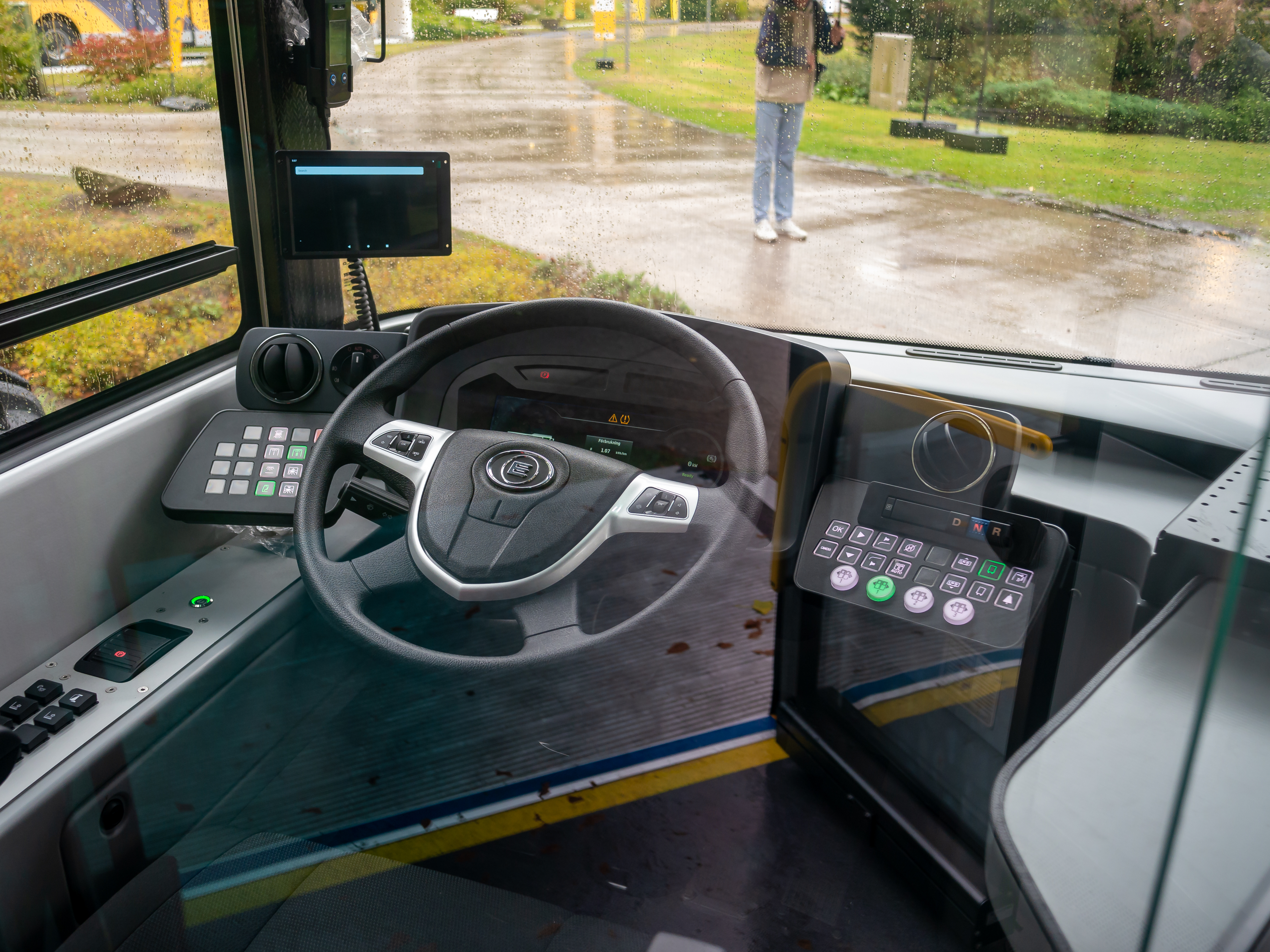
Ebusco 3.0 Fahrerarbeitsplatz

Der Ebusco 3.0 wurde auf der Busworld 2019 vorgestellt, soll 33 % leichter als der Vorgänger Ebusco 2.2 sein und mit Batterieladung bis zu 500 Kilometer weit fahren. Der Ebusco 3.0 ist das erste Modell des Herstellers, das vollständig in den Niederlanden gebaut wird.
Der Ebusco 3.0 wurde 2019 mit dem Busworld Innovation Label ausgezeichnet.
Auf der Innotrans 2022 wurde der Ebusco 3.0 ausgestellt und war für Fachbesucher zugänglich.
| Unternehmen                   | Typ          | Anzahl      | Auslieferungsdatum | Einsatzort           | Quelle      |
| Deutschland                   | Deutschland  | Deutschland | Deutschland        | Deutschland          | Deutschland |
| ----------------------------- | ------------ | ----------- | ------------------ | -------------------- | ----------- |
| Münchner Verkehrsgesellschaft | 3.0          | 2           | 2021               | München              |             |
| Münchner Verkehrsgesellschaft | 3.0          | 14          | 2023               | München              | [ 2 ]       |
| NIAG                          | 3.0          | 12          | 2023               | Niederrhein          | [ 27 ]      |
| NIAG                          | 3.0          | 19          | 2024               | Niederrhein          | [ 28 ]      |
| NIAG                          | 3.0 (18 m)   | 12          | 2024               | Niederrhein          | [ 28 ]      |
| Verkehrsbetrieb Potsdam       | 3.0          | 10          | 2025               | Potsdam              | [ 29 ]      |
| Verkehrsbetrieb Potsdam       | 3.0 (18 m)   | 13          | 2025               | Potsdam              | [ 29 ]      |
| Niederlande                   |              |             |                    |                      |             |
| Transdev Nederland            | 3.0          | 39          | 2022               | Gooi und Vechtstreek |             |
| EBS                           | 3.0 (13,5 m) | 31          | 2023               | IJssel-Vecht         |             |
| Schweden                      |              |             |                    |                      |             |
| Svealandstrafiken             | 3.0          | 13          | 2023               |                      | [ 2 ]       |